# Антон Середа (телеведучий)
Антон Середа — український телеведучий та актор. Народився 26 листопада 1980 року.
Працював на радіо «Київ» ведучим ранкового шоу. Також був ведучим програм «Ранок з Інтером» і «Квадратний метр» на телеканалі «Інтер», ведучим програми «Новий час» на 5-му каналі, працював на каналі «Перший автомобільний» (проект «Хочу авто!»).
З 2011 року — ведучий пізнавального проєкту «Дарвін-шоу» і «Вінегрет Шоу» на телеканалі «К1».
З другої половини 2012 року є ведучим програми «Недільний офіс» на Новому каналі.
В 2013 році почав працювати ведучим ефірів на телеканалі 112 Україна.
З листопада 2017 по нині є ведучий ранкової програми «Доброго ранку, країно» на UA:ПЕРШИЙ, яку виготовляє ТОВ «ЕРА-МЕДІА»
Наразі працює вільним журналістом та консультантом з питань запуску медіа інтернет проєктів.

## Фільмографія
«Очень новогоднее кино, или Ночь в музее»